# Babulal Gaur
Shri Babulal Gaur, född 2 juni 1930 i byn Naugir i Pratapgarh-distriktet i nuvarande Uttar Pradesh (uppväxt i Bhopal), död 21 augusti 2019 i Bhopal, var en indisk politiker som var chefsminister (Chief Minister) i delstaten Madhya Pradesh från 23 augusti 2004, efter Sushri Umashri Bhartis avgång, fram till 2005. Dessförinnan var Gaur inrikes- och justitieminister i samma delstat och ansvarig för hjälp- och uppbyggnadsinsatserna efter gasolyckan i Bhopal. Han var utbildad jurist.
Gaur blev aktiv i dåvarande oppositionspartiet Janata Party 1974. Han tillbringade sedan 19 månader i fängelse under Indira Gandhis undantagstillstånd 1975. Gaur anslöt sig sedan till det nybildade Bharata Janata Party, och från 1990 hade han omväxlande delstatliga ministeruppdrag eller uppdrag inom den parlamentariska oppositionen.